# Портрет містера і місіс Ендрюс
«Портрет містера і місіс Ендрюс» — ранній твір англійського художника XVIII століття Томаса Гейнсборо (1727—1788).

## Примхливі сусіди
Ендрюси — дворянська родина, що мешкає неподалік від родичів Томаса Гейнсборо. До їх садиби можна було дістатися пішки. Молодий художник у 1749 р. навідався в містечко Садбері і в пошуках замови навідався до Ендрюсів. Чоловіку було на той час 22, а його дружині 17. Вони щойно побралися у 1748 р. Тобто, 20-річний художник фактично писав їх весільний портрет.

## Опис полотна
На новомодній лаві в стилі рококо присіла молода господиня в незручній для села, але модній сукні. Шовкове вбрання з блакитного шовку займає усю лаву. Містер Ендрюс поряд з лавою, він з рушницею і собакою, ніби щойно з полювання. Якийсь невизначений предмет мав бути в руках молодої господині. Якщо чоловік щойно з полювання, то логічно припустити, що на її колінах мисливський трофей чоловіка. Пара розташована не в центрі і сильно ліворуч під дубом, шанованим деревом у Британії. Більшу частину полотна художник віддав пейзажу, який вважають типовим для цього району Британії. Переважні зелені і жовтуваті кольори цієї частини полотна складають добру гармонію з шовковою сукнею пані. Неприємне здивування викликають їх обличчя — тупувате в господаря і примхливо-хворобливе у пані.

## Типове і нове
Твір продовжував низку портретів, тип яких розробляли англійські майстри на кшталт Хогарта та його послідовиків — Хеймена та Артура Девіса. Зазвичай це були зображення якоїсь родини, що ніби ляльки-маріонетки були розставлені чи розсаджені на тлі штучно створеного, нереального парку.
Гейнсборо сам розробляв подібну композицію у своїх ранніх творах — у малюнках і в портреті невизначеної родини на тлі такого ж штучно створеного парку (1747 рік, Париж, Лувр).
У подвійному портреті родини Ендрюс все це є. Але відразу починаються відмінності — особливо в пейзажі. Він занадто конкретний, як і ботанічно точні дуб, пшениця, пагорби в далині і хмарне англійське небо, що готове пролитися черговим дощем. Гейнсборо фактично поєднав парадний портрет подружжя з реалістично відтвореним пейзажем. Хоча в картині відчутний присмак солодкавого і примхливого рококо. В полотні присутні як пошуки, так і всі протиріччя раннього періоду творчості майстра.